# كانتون شيلانس
كانتون شيلانس (بالإنجليزية: Chillanes Canton)‏ هو كانتون في الإكوادور، يتبع مقاطعة بوليفار.